# Математика в рідній школі
«Математика в рідній школі» — український науково-методичний журнал для вчителів математики (алгебри, геометрії). 

## Історія та зміст
Заснований у 1997 році у Києві видавництвом «Педагогічна преса». Виходив щомісяця українською мовою. Видання припинено у 2022 році.
До 2012 мав назву — «Математика в школі»; до 2014 — «Математика в сучасній школі».
Основні рубрики: «З Міністерства освіти і науки України», «Методика, досвід, пошук», «Профільне навчання», «Керівникам математичних гуртків», «Сторінки історії», «Математичні олімпіади». 
З 1998 по 2012 рік  головний редактор — Хмара Т., Бевз В. — з 2012 року. З 2021 року головний редактор — Васильєва Д..